# Forman (Észak-Dakota)
Forman település az Amerikai Egyesült Államok Észak-Dakota államában, Sargent megyében, melynek megyeszékhelye is. Lakosainak száma 509 fő (2020. április 1.).

## Népesség
A település népességének változása:

| 2010 | 504 |
| 2020 | 509 |